# Jack Stacey
Jack William Stacey (Ascot, 6 aprile 1996) è un calciatore inglese, difensore del Norwich City.

## Carriera
Cresciuto nel settore giovanile del Reading, il 10 dicembre 2013 firma il primo contratto professionistico con i Royals. Dopo aver collezionato sei presenze con il club e aver prolungato il proprio contratto, il 23 novembre 2015 passa in prestito mensile al Barnet. Il 24 marzo 2016 si trasferisce al Carlisle United, mentre al termine della stagione viene ceduto a titolo temporaneo all'Exeter City.
Il 26 giugno 2017 viene acquistato dal Luton Town, con cui firma un biennale; dopo aver conquistato la promozione in League One, prolunga con gli Hatters per un'altra stagione. Dopo aver vinto anche il campionato di terza serie, l'8 luglio 2019 passa al Bournemouth, con cui si lega fino al 2023. Il 31 maggio 2023 viene annunciato il suo passaggio a parametro zero dal Bournemouth al Norwich City. 

## Statistiche

### Presenze e reti nei club
Statistiche aggiornate al 31 maggio 2023.
| Stagione           | Squadra            | Campionato         | Campionato | Campionato | Coppe nazionali | Coppe nazionali | Coppe nazionali | Coppe continentali | Coppe continentali | Coppe continentali | Altre coppe | Altre coppe | Altre coppe | Totale | Totale | Totale |
| Stagione           | Squadra            | Comp               | Pres       | Reti       | Comp            | Pres            | Reti            | Comp               | Pres               | Reti               | Comp        | Pres        | Reti        | Pres   | Reti   |        |
| ------------------ | ------------------ | ------------------ | ---------- | ---------- | --------------- | --------------- | --------------- | ------------------ | ------------------ | ------------------ | ----------- | ----------- | ----------- | ------ | ------ | ------ |
| 2014-2015          | Reading            | FLC                | 6          | 0          | FACup+CdL       | 0+0             | 0               | -                  | -                  | -                  | -           | -           | -           | 6      | 0      |        |
| nov.-dic. 2015     | Barnet             | FL2                | 2          | 0          | FACup+CdL       | -               | -               | -                  | -                  | -                  | EFLT        | -           | -           | 2      | 0      |        |
| mar.-mag. 2016     | Carlisle United    | FL2                | 9          | 2          | FACup+CdL       | -               | -               | -                  | -                  | -                  | EFLT        | -           | -           | 9      | 2      |        |
| 2016-2017          | Exeter City        | FL2                | 34+3       | 0+1        | FACup+CdL       | 1+0             | 0               | -                  | -                  | -                  | EFLT        | 0           | 0           | 38     | 1      |        |
| 2017-2018          | Luton Town         | FL1                | 41         | 1          | FACup+CdL       | 2+1             | 0               | -                  | -                  | -                  | EFLT        | 1           | 0           | 45     | 1      |        |
| 2018-2019          | Luton Town         | FL1                | 45         | 4          | FACup+CdL       | 4+1             | 0               | -                  | -                  | -                  | EFLT        | 0           | 0           | 50     | 4      |        |
| Totale Luton Town  | Totale Luton Town  | Totale Luton Town  | 86         | 5          |                 | 8               | 0               |                    | -                  | -                  |             | 1           | 0           | 95     | 5      |        |
| 2019-2020          | Bournemouth        | PL                 | 19         | 0          | FACup+CdL       | 0+1             | 0               | -                  | -                  | -                  | -           | -           | -           | 20     | 0      |        |
| 2020-2021          | Bournemouth        | FLC                | 30+2       | 1          | FACup+CdL       | 4+1             | 0               | -                  | -                  | -                  | -           | -           | -           | 37     | 1      |        |
| 2021-2022          | Bournemouth        | FLC                | 25         | 0          | FACup+CdL       | 1+1             | 0               | -                  | -                  | -                  | -           | -           | -           | 27     | 0      |        |
| 2022-2023          | Bournemouth        | PL                 | 10         | 0          | FACup+CdL       | 1+3             | 0               | -                  | -                  | -                  | -           | -           | -           | 14     | 0      |        |
| Totale Bournemouth | Totale Bournemouth | Totale Bournemouth | 86         | 1          |                 | 12              | 0               |                    | -                  | -                  |             | -           | -           | 98     | 1      |        |
| Totale carriera    | Totale carriera    | Totale carriera    | 226        | 9          |                 | 21              | 0               |                    | -                  | -                  |             | 1           | 0           | 248    | 9      |        |

## Palmarès

### Club

#### Competizioni nazionali
- Football League One: 1

Luton Town: 2018-2019